# 霍羅兆貞
霍羅兆貞，GBS，OBE，JP（1941年12月12日—），前香港公務員，1962年畢業於香港大學，同年9月加入香港政府政務職系。於1996年6月晉升司級官員。霍羅兆貞服務政府超過35年，曾調任多個不同部門，包括勞工處、社會褔利署、前行政及立法兩局事務科、前總務科、民政事務總署及市政總署。亦曾先後擔任前行政立法兩局非官守議員辦事處及公務員薪俸及服務條件常務委員會的秘書長。1983年至1987年被借調廉政公署，出任社區關係處處長。1992年至1994年出任勞工處處長，1994年9月至1999年9月任衛生褔利司、衛生福利局局長。霍羅兆貞被視為手袋黨成員，與前政務司司長陳方安生關係密切，其後轉往新民黨擔任顧問專責民生事務。

## 榮譽
- 金紫荊星章（1999年）
- 非官守太平紳士（2000年）